# Daisy Tourné
Daisy Tourné Valdez, née le 17 mars 1951 à Montevideo et morte le 19 novembre 2022 dans la même ville, est une enseignante, orthophoniste et femme politique uruguayenne, ministre de l'Intérieur de 2007 à 2009.

## Biographie

### Famille
Daisy Tourné est la fille unique de Pedro César Tourné et de María Obdulia Valdez, et la nièce du sénateur blanco Uruguay Tourné.

### Carrière professionnelle
Pendant plus de vingt ans, elle travaille en tant qu'institutrice, participant à la réorganisation du syndicat d'enseignants, la Fédération uruguayenne des instituteurs, ce qui lui vaut d'être élue dirigeante de ce syndicat lors de la transition démocratique des années 1980. Elle est aussi membre du secrétariat exécutif de la confédération syndicale PIT-CNT.

### Carrière politique
Elle commence à militer étudiante, au moment de la formation du Front large pour les élections de 1971, adhérant dès cette époque au Parti socialiste (PS).
Elle est élue au comité central du PS et participe au groupe des Femmes socialistes. En 1989, elle est la première femme socialiste élu députée. Elle est reconduite à chaque élection. Elle travaille notamment à l'Assemblée sur les questions de genre, d'enfance, de sécurité, ainsi que sur les nouvelles technologies et le droit du travail.
À la suite de la démission du ministre de l'Intérieur José Díaz du gouvernement Vázquez, le 1er mars 2007, le président Tabaré Vázquez l'a nomme à ce poste, avec à ses côtés le vice-ministre Ricardo Bernal. Première femme à être élue député du PS, Daisy Tourné est ainsi aussi la première femme nommée ministre de l'Intérieur de l'Uruguay. Elle démissionne cependant de ce poste le 5 juin 2009 à la suite d'une polémique consécutive à des déclarations lors de la campagne électorale. Le vice-président Nin Novoa affirme alors que le président Vázquez avait exigé cette démission, tandis que le PS parle d'une décision personnelle de l'intéressée. Ceci ne l'empêche pas d'être réélue députée du PS en octobre 2009.

## Source originale
- (es) Cet article est partiellement ou en totalité issu de l’article de Wikipédia en espagnol intitulé « Daisy Tourné » (voir la liste des auteurs).